# 韦莱什
韦莱什（法語：Vellèches，法語發音：[velɛʃ]）是法国新阿基坦大区维埃纳省的一个市镇，属于沙泰勒罗区。

## 地理
韦莱什（46°56'32"N, 0°31'55"E）面积19.64 平方千米，位于法国新阿基坦大区维埃纳省，该省份为法国中西部省份，北起曼恩-卢瓦尔省和安德尔-卢瓦尔省，西接德塞夫勒省，南至夏朗德省，东南接上维埃纳省，东临安德尔省。
与韦莱什接壤的市镇（或旧市镇、城区）包括：昂托尼勒蒂亚克、马里尼马尔芒德、昂特朗、当热-圣罗曼、莱涅叙吕索、蒙迪永、于索、维埃纳河畔沃。

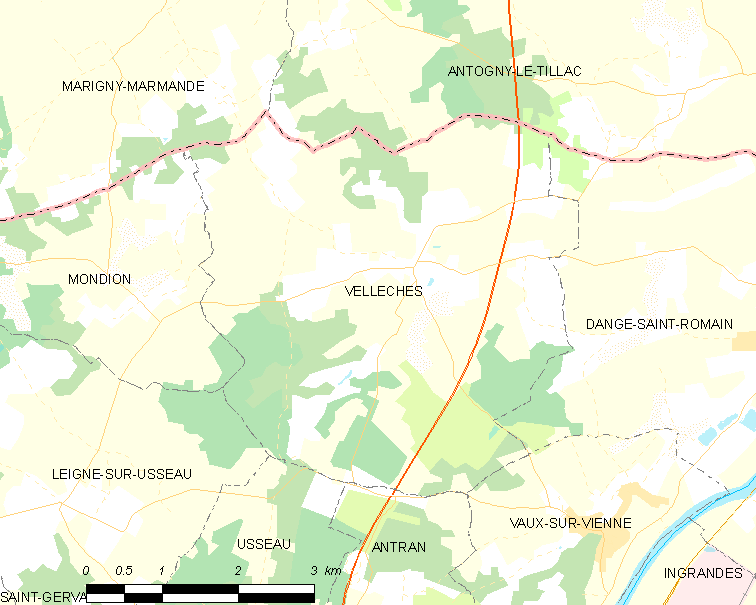
韦莱什的OSM定位图

韦莱什的时区为UTC+01:00、UTC+02:00（夏令时）。

## 行政
韦莱什的邮政编码为86230，INSEE市镇编码为86280。

## 政治
韦莱什所属的省级选区为沙泰勒罗第二县。

## 人口

1962-2008年间韦莱什人口变化图示

韦莱什于2022年1月1日时的人口数量为349人。